# RC4000
RC4000 var Regnecentralens tredie computer og en tredjegenerationsdatamat, der anvendte integrerede kredse. Den blev konstrueret i 1968, og blev solgt til større firmaer til procesanlæg og til administrativ databehandling.
Den var, efter datidens målestok, en "mainframe" som krævede dobbeltgulv og køleanlæg. Den bestod, i grundkonfigurationen, af en centralenhed (24 bits ord), 1 Mhz klokfrekvens et ferritkernelager på 128 Kb, en 2 M ord CDC disk og Ampex-båndstationer, dertil en Data Products tromlelinjeskriver. Desuden en RC2000 strimmellæser.
Maskinen var "state of the art" på det tidspunkt, og kunne udmærket konkurrere med IBM med hensyn til hastighed.
Firmaet Elsam havde en RC4000 maskine. Denne stod på Elsams hovedkontor i Skærbæk, Jylland. Maskinen blev benyttet til optimering af Elsams kraftværker, og til administrativt arbejde. Den havde Olivetti online terminaler (mekaniske, 110 baud) på de forskellige kraftværker.
Også Geodætisk Institut og Danmarks meteorologiske Institut, og Vestkraft i Esbjerg benyttede i deres Blok 2, RC4000.
RC4000 blev hos Vestkraft brugt til procesovervågning af kraftværket's  Blok 2.
Maskinen benyttede Regnecentralens BOSS-operativsystem, og benyttede Algol- og Fortran-oversættere.